# Хміляр Юрій Романович
Юрій Романович Хміляр (позивний «Фюрер»; 25 червня 1993, м. Львів — 12 листопада 2022, біля с. Стельмахівка, Луганська область) — український військовослужбовець, капітан Збройних сил України, учасник російсько-української війни. Кавалер ордена «За мужність» III ступеня (2023, посмертно).

## Життєпис
Юрій Хміляр народився 25 червня 1993 року у Львові, де навчався в середній школі № 70, українській приватній гімназії-ліцеї, а також ліцеї з посиленою військово-фізичною підготовкою імені Героїв Крут (2010).
Захоплювався плаванням та вільною боротьбою.
Після закінчення Національної академії сухопутних військ імені гетьмана Петра Сагайдачного та Військової академії (м. Одеса) служив помічником командира батальйону з розвідки (2015) та помічником начальника розвідки розвідувального відділення штабу (2017) 80-ї окремої десантно-штурмової бригади. Учасник АТО/ООС.
2015-го пройшов навчання на курсах підготовки передових авіанавідників у Харківському національному університеті Повітряних сил імені Івана Кожедуба.
У 2018 році закінчив Львівський національний університет ветеринарної медицини та біотехнологій імені С. З. Ґжицького.
Працював на підприємстві «Карабінери».
Під час повномасштабного російського вторгнення в Україну був командиром розвідувального взводу 62-го батальйону 103-ї окремої бригади ТрО. Загинув 12 листопада 2022 року біля с. Стельмахівка на Луганщині.
Похований 16 листопада 2022 року на Полі Почесних поховань № 86-А Личаківського цвинтаря.
Залишилися дружина та двоє синів.

## Нагороди
- орден «За мужність» III ступеня (7 лютого 2023, посмертно) — за особисту мужність і самовідданість, виявлені у захисті державного суверенітету та територіальної цілісності України, вірність військовій присязі[1];
- медаль «За військову службу Україні» (31 жовтня 2022) — за особисту мужність і самовіддані дії, виявлені у захисті державного суверенітету та територіальної цілісності України, вірність військовій присязі[2].